# رایان جنینگز
رایان جنینگز (انگلیسی: Ryan Jennings؛ زادهٔ ۸ ژوئیهٔ ۱۹۹۵) بازیکن فوتبال اهل بریتانیا است.
از باشگاه‌هایی که در آن بازی کرده‌است می‌توان به باشگاه فوتبال ویگان اتلتیک، باشگاه فوتبال فایلد، باشگاه فوتبال چلتنهام تاون، باشگاه فوتبال گریمزبی تاون، باشگاه فوتبال آکرینگتون استنلی، و باشگاه فوتبال استوک‌پورت کانتی اشاره کرد.